# Лаврешко, Виктор Иванович
Лавре́шко Ви́ктор Ива́нович (31 августа 1934 года, Тихорецк, Краснодарский край, СССР — 13 октября 2017 года) — лауреат Государственной премии СССР (1976 год) в области техники за разработку гидроударного способа бурения геологоразведочных скважин.

## Биография
Родился 31 августа 1934 года в Тихорецк в семье простых рабочих.
В 1956 году закончил Днепропетровский политехнический институт, факультет геологии. В том же году был направлен на работу в Трудовскую ГРЭ треста «Артемгеология». Начинал начальником буровой, далее начальник отдела и до начальника Трудовской ГРЭ.
С 1967 года по 1969 год в составе советской делегации принимал участие в геологоразведочных работах в Иране.
Был женат, имел двух дочерей.